# Giuseppe Viani
Giuseppe Viani (* 13. září 1909, Treviso Italské království – 6. ledna 1969 Ferrara, Itálie) byl italský fotbalista a trenér. Během své kariéry byl doprovázen přezdívkou Šerif, a to jak pro své rozhodné metody, tak pro svou podobnost s Johnem Waynem.

## Kariéra
Fotbalovou kariéru začal ve svém rodném městě za klub Treviso. Poté byl se spoluhráčem Visentim prodán do tehdejší Ambrosiany. Tady vyhrál svůj jediný titul v hráčské kariéry a to v sezoně 1929/30. Po šesti sezónách v dresu Nerazzurri hrál ještě za Lazio, Livorno, Juventus. Fotbalovou kariéru ukončil v dresu Salernitany.
S trénováním začal již jako hrající hráč v klubu Siracusa a poté i v Salernitaně. První utkání v nejvyšší lize odtrénoval v sezoně 1948/49 za klub Lucchese. V roce 1956 byl najat klubem Milán, který vedl jako trenér až do roku 1958 a jako technický ředitel v letech 1958 až 1965. Během těchto devíti let získal dva ligové tituly (1956/57 a 1958/59).
Vedl také italskou reprezentaci v letech 1958 až 1960.
Za svoji trenérskou kariéru odtrénoval celkem 639 ligových utkání a je celkově na 5. místě v žebříčku trenérů. V roce 2018 byl uveden do síně slávy Italského fotbalu.

## Trenérské úspěchy
- 2× vítěz 1. italské ligy (1956/57, 1958/59)
- 2× vítěz 2. italské ligy (1946/47, 1951/52)
- 2× vítěz 3. italské ligy (1940/41, 1942/43)

### Individuální
V roce 2018 byl zařazen do Síně slávy italského fotbalu.